# وارويك سانت
وارويك سانت (بالإنجليزية: Warwick Saint)‏ هو مصور جنوب أفريقي، ولد في 9 يناير 1972 في جنوب أفريقيا.